# Vriesea maxoniana
Vriesea maxoniana là một loài thuộc chi Vriesea. Đây là loài bản địa của Bolivia.